# Episodi di Viaggio in fondo al mare (prima stagione)
La prima stagione della serie televisiva Viaggio in fondo al mare è andata in onda negli Stati Uniti dal 14 settembre 1964 al 19 aprile 1965 sulla ABC.
| nº | Titolo originale         | Prima TV USA      | Titolo italiano | Prima TV Italia |
| -- | ------------------------ | ----------------- | --------------- | --------------- |
| 1  | Eleven Days to Zero      | 14 settembre 1964 |                 |                 |
| 2  | The City Beneath the Sea | 21 settembre 1964 |                 |                 |
| 3  | The Fear-Makers          | 28 settembre 1964 |                 |                 |
| 4  | The Mist Of Silence      | 5 ottobre 1964    |                 |                 |
| 5  | The Price of Doom        | 12 ottobre 1964   |                 |                 |
| 6  | The Sky is Falling       | 19 ottobre 1964   |                 |                 |
| 7  | Turn Back the Clock      | 26 ottobre 1964   |                 |                 |
| 8  | The Village of Guilt     | 2 novembre 1964   |                 |                 |
| 9  | Hot Line                 | 9 novembre 1964   |                 |                 |
| 10 | Submarine Sunk Here      | 16 novembre 1964  |                 |                 |
| 11 | The Magnus Beam          | 23 novembre 1964  |                 |                 |
| 12 | No Way Out               | 30 novembre 1964  |                 |                 |
| 13 | The Blizzard Makers      | 7 dicembre 1964   |                 |                 |
| 14 | The Ghost of Moby Dick   | 14 dicembre 1964  |                 |                 |
| 15 | Long Live the King       | 21 dicembre 1964  |                 |                 |
| 16 | Hail to the Chief        | 28 dicembre 1964  |                 |                 |
| 17 | The Last Battle          | 4 gennaio 1965    |                 |                 |
| 18 | Mutiny                   | 11 gennaio 1965   |                 |                 |
| 19 | Doomsday                 | 18 gennaio 1965   |                 |                 |
| 20 | The Invaders             | 25 gennaio 1965   |                 |                 |
| 21 | The Indestructible Man   | 1º febbraio 1965  |                 |                 |
| 22 | The Buccaneer            | 8 febbraio 1965   |                 |                 |
| 23 | The Human Computer       | 15 febbraio 1965  |                 |                 |
| 24 | The Saboteur             | 22 febbraio 1965  |                 |                 |
| 25 | Cradle of the Deep       | 1º marzo 1965     |                 |                 |
| 26 | The Amphibians           | 8 marzo 1965      |                 |                 |
| 27 | The Exile                | 15 marzo 1965     |                 |                 |
| 28 | The Creature             | 22 marzo 1965     |                 |                 |
| 29 | The Enemies              | 29 marzo 1965     |                 |                 |
| 30 | The Secret of the Loch   | 5 aprile 1965     |                 |                 |
| 31 | The Condemned            | 12 aprile 1965    |                 |                 |
| 32 | The Traitor              | 19 aprile 1965    |                 |                 |

## Eleven Days to Zero
- Prima televisiva: 14 settembre 1964
- Diretto da: Irwin Allen
- Scritto da: Irwin Allen

### Trama
- Guest star: Mark Slade (Malone), Theodore Marcuse (dottor Gamma), John Zaremba (dottor Selby), Booth Colman (presidente), Eddie Albert (Fred Wilson), Gordon Gilbert (O'Brien)

## The City Beneath the Sea
- Prima televisiva: 21 settembre 1964
- Diretto da: John Brahm
- Scritto da: Richard Landau

### Trama
- Guest star: Peter Brocco (Xanthos), Al Ruscio (Dimitri), Mark Slade (Malone), Peter Mamakos (Nicolas), Hurd Hatfield (Zeraff), Linda Cristal (Melina), John Alderson (Round-Face), Joey Walsh (Atlas)

## The Fear-Makers
- Prima televisiva: 28 settembre 1964
- Diretto da: Leonard Horn
- Scritto da: Anthony Wilson

### Trama
- Guest star: Ed Prentiss (Phillip James), Walter Brooke (Dan Case), Martin Kosleck (Director), William Sargent (Anders), Edgar Bergen (Kenner), Lloyd Bochner (Davis), Robert Payne (Murdock), Paul Trinka (Patterson)

## The Mist Of Silence
- Prima televisiva: 5 ottobre 1964
- Diretto da: Leonard Horn
- Scritto da: John McGreevey

### Trama
- Guest star: Paul Trinka (Patterson), Joe E. Tata (Farrell), Armand Alzamora (Spanish Major), Weaver Levy (Oriental Colonel), Rita Gam (Detta), Alejandro Rey (Ricardo), Edward Colmans (Fuentes), Henry Darrow (capitano Serra), Booth Colman (presidente), Doug Lambert (Williams), Mike Kellin (Steban)

## The Price of Doom
- Prima televisiva: 12 ottobre 1964
- Diretto da: James Goldstone
- Scritto da: Harlan Ellison

### Trama
- Guest star: John Milford (Wesley), David Opatoshu (Reiser), Paul Trinka (Patterson), Jill Ireland (Julie), Steve Ihnat (Pennell)

## The Sky is Falling
- Prima televisiva: 19 ottobre 1964
- Diretto da: Leonard Horn
- Scritto da: Don Brinkley

### Trama
- Guest star: Charles McGraw (contrammiraglio Tobin), Adam Williams (capo), Frank Ferguson (generale della Air Force), Paul Trinka (Patterson)

## Turn Back the Clock
- Prima televisiva: 26 ottobre 1964
- Diretto da: Alan Crosland, Jr.
- Scritto da: Sheldon Stark

### Trama
- Guest star: Vitina Marcus (Native Girl), Les Tremayne (Denning), Robert Patten (Naval Doctor), Robert Cornthwaite (Ziegler), Yvonne Craig (Carol), Nick Adams (Jason), Mark Slade (uomo della ciurma)

## The Village of Guilt
- Prima televisiva: 2 novembre 1964
- Diretto da: Irwin Allen
- Scritto da: Berne Giler

### Trama
- Guest star: Gregor Vigen (ragazzo), Torben Meyer (proprietario), Mark Slade (Malone), Erik Holland (Gartern), Richard Carlson (Mattson), Anna Lisa (Sigrid), Steven Geray (Dalgren), Frank Richards (Hassler), Stanley Jones (Anderson), Kort Falkenberg (padre)

## Hot Line
- Prima televisiva: 9 novembre 1964
- Diretto da: John Brahm
- Scritto da: Berne Giler

### Trama
- Guest star: Ford Rainey (U. S. President), Paul Carr (Clark), John Banner (Russian Chairman), James Doohan (presidenteial Assistant), Michael Ansara (Malinoff), Everett Sloane (Gronski), Robert Carson (generale S. A. C.)

## Submarine Sunk Here
- Prima televisiva: 16 novembre 1964
- Diretto da: Leonard Horn
- Scritto da: William Tunberg

### Trama
- Guest star: Robert Doyle (Blake), Eddie Ryder (Harker), George Lindsey (Collins), Wright King (dottor Baines), Carl Reindel (Evans), Paul Trinka (Patterson)

## The Magnus Beam
- Prima televisiva: 23 novembre 1964
- Diretto da: Leonard Horn
- Scritto da: Alan Caillou

### Trama
- Guest star: Malachi Throne (generale Gamal), Monique Lemaire (Luana), Joseph Ruskin (ispettore Falazir), Jacques Aubuchon (Abdul Azziz), Mario Alcalde (maggiore Amadi), Paul Trinka (Patterson)

## No Way Out
- Prima televisiva: 30 novembre 1964
- Diretto da: Felix Feist
- Soggetto di: Robert Hamner, Robert Leslie Bellem

### Trama
- Guest star: Oscar Beregi, Jr. (colonnello Lascoe), Than Wyenn (Koslow), Richard Bull (Seaview Doctor), Richard Webb (Parker), Jan Merlin (Victor Vail), Danielle De Metz (Anna), Patrick Culliton (guardiamarina)

## The Blizzard Makers
- Prima televisiva: 7 dicembre 1964
- Diretto da: Joseph Lejtes
- Soggetto di: William Welch, Joe Madison

### Trama
- Guest star: Milton Selzer (dottor Melton), Werner Klemperer (Cregar), Kenneth R. MacDonald (chirurgo), Sheila Allen (Mrs. Melton), Biff Elliot (Lineman)

## The Ghost of Moby Dick
- Prima televisiva: 14 dicembre 1964
- Diretto da: Sobey Martin
- Scritto da: Robert Hamner

### Trama
- Guest star: June Lockhart (Ellen Bryce), Edward Binns (Walter Bryce), Paul Trinka (Patterson), Bobby Beekman, Jr. (Jimmy Bryce)

## Long Live the King
- Prima televisiva: 21 dicembre 1964
- Diretto da: László Benedek
- Scritto da: Raphael Hayes

### Trama
- Guest star: Michel Petit (Prince Ang), Michael Pate (colonnello), Paul Trinka (Patterson), Jan Arvan (Georges), Carroll O'Connor (vecchio John), Sara Shane (contessa), Peter Adams (Johnson)

## Hail to the Chief
- Prima televisiva: 28 dicembre 1964
- Diretto da: Gerd Oswald
- Scritto da: Don Brinkley

### Trama
- Guest star: James Doohan (Tobin), Berry Kroeger (presidente), Ford Rainey (U. S. President), James Seay (segretario/a), Viveca Lindfors (Laura), John Hoyt (generale Beeker), Malcolm Atterbury (comandante Jamison), Edward Platt (Morgan), David Lewis (dottor Kranz), Nancy Kovack (Monique), Paul Carr (Clark)

## The Last Battle
- Prima televisiva: 4 gennaio 1965
- Diretto da: Felix Feist
- Scritto da: Robert Hamner

### Trama
- Guest star: Eric Feldary (Deiner), Rudy Solari (Tomas), Ben Wright (Brewster), Dayton Lummis (Reinhardt), John van Dreelen (Schroder), Joe De Santis (Miklos), Arch Whiting (Sparks)

## Mutiny
- Prima televisiva: 11 gennaio 1965
- Diretto da: Sobey Martin
- Scritto da: William Read Woodfield

### Trama
- Guest star: Lew Brown (tenente Comdr. Jackson), Jay Lanin (capitano of Jefferson), Paul Trinka (Patterson), Steve Harris (Fowler), Harold Stone (ammiraglio Jiggs Starke), Richard Bull (dottore), Arch Whiting (Sparks)

## Doomsday
- Prima televisiva: 18 gennaio 1965
- Diretto da: James Goldstone
- Scritto da: William Read Woodfield

### Trama
- Guest star: Richard Bull (dottore), Paul Genge (generale Ashton), Paul Trinka (Patterson), Patrick Culliton (Radar), Donald Harron (Corbett), Paul Carr (Clark), Ford Rainey (presidente), Arch Whiting (Sparks)

## The Invaders
- Prima televisiva: 25 gennaio 1965
- Diretto da: Sobey Martin
- Scritto da: William Read Woodfield

### Trama
- Guest star: Richard Bull (dottore), Robert Duvall (Zar), Arch Whiting (Sparks), Mike McDonald (Foster), Jim Goodwin (operatore)

## The Indestructible Man
- Prima televisiva: 1º febbraio 1965
- Diretto da: Felix Feist
- Scritto da: Richard Landau

### Trama
- Guest star: Michael Constantine (dottor Brand), Paul Trinka (Patterson), Arch Whiting (Sparks)

## The Buccaneer
- Prima televisiva: 8 febbraio 1965
- Diretto da: László Benedek
- Scritto da: Al Gail, William Welch

### Trama
- Guest star: George Keymas (Igor), Barry Atwater (Logan), Gene Dynarski (guardia), Émile Genest (capitano francese), Paul Trinka (Patterson)

## The Human Computer
- Prima televisiva: 15 febbraio 1965
- Diretto da: James Goldstone
- Scritto da: Robert Hamner

### Trama
- Guest star: Harry Millard (uomo), Simon Scott (Reston), Herbert Lytton (ammiraglio), Ted de Corsia (Foreign General), Walter Sande (ammiraglio)

## The Saboteur
- Prima televisiva: 22 febbraio 1965
- Diretto da: Felix Feist
- Scritto da: George Reed, William Read Woodfield

### Trama
- Guest star: Richard Bull (dottore), Russell Horton (Fred), Werner Klemperer (Torturer), James Brolin (Spencer), Warren Stevens (Forester), Bert Freed (dottor Ullman), Irwin Allen (uomo della ciurma che presenta Crane)

## Cradle of the Deep
- Prima televisiva: 1º marzo 1965
- Diretto da: Sobey Martin
- Scritto da: Robert Hamner

### Trama
- Guest star: John Anderson (dottor Janus), Paul Carr (Clark), Howard Wendell (dottor Andrew Benton)

## The Amphibians
- Prima televisiva: 8 marzo 1965
- Diretto da: Felix Feist
- Scritto da: Hendrik Vollaerts

### Trama
- Guest star: Curt Conway (dottor Winslow), Skip Homeier (dottor Jenkins), Richard Bull (dottore), Zale Parry (Angie), Frank Graham (Danny)

## The Exile
- Prima televisiva: 15 marzo 1965
- Diretto da: James Goldstone
- Scritto da: William Read Woodfield

### Trama
- Guest star: Jason Wingreen (Mikhil), James Frawley (Semenev), Michael Pataki (ufficiale), Paul Trinka (Patterson), Edward Asner (Brynov), David Sheiner (Josip), Harry Davis (Konstantin), Arch Whiting (Sparks)

## The Creature
- Prima televisiva: 22 marzo 1965
- Diretto da: Sobey Martin
- Scritto da: Hendrik Vollaerts

### Trama
- Guest star: Paul Trinka (Patterson), Leslie Nielsen (Adams), Robert Lipton (operatore radio), Patrick Culliton (uomo della ciurma), Nigel Evan McKeand (Sonar)

## The Enemies
- Prima televisiva: 29 marzo 1965
- Diretto da: Felix Feist
- Scritto da: William Read Woodfield

### Trama
- Guest star: Tom Skerritt (Richardson), Robert Sampson (capitano Williams), Robert Lipton (Helmsman), Derrik Lewis (O'Brien), Henry Silva (generale Tau), Malachi Throne (dottore Shinera), Patrick Culliton (uomo del sonar)

## The Secret of the Loch
- Prima televisiva: 5 aprile 1965
- Diretto da: Sobey Martin
- Scritto da: Charles Bennett

### Trama
- Guest star: George Mitchell (Angus), Hedley Mattingly (Lester), Joe Higgins (magistrato), John McLiam (Andrews), Torin Thatcher (MacDougall), Tudor Owen (Crofton)

## The Condemned
- Prima televisiva: 12 aprile 1965
- Diretto da: Leonard Horn
- Scritto da: William Read Woodfield

### Trama
- Guest star: Alvy Moore (Hoff), Arthur Franz (Archer), Paul Trinka (Patterson), Richard Bull (dottore), J. D. Cannon (Falk), John Goddard (Tracy)

## The Traitor
- Prima televisiva: 19 aprile 1965
- Diretto da: Sobey Martin
- Scritto da: Al Gail, William Welch

### Trama
- Guest star: George Sanders (Fenton), Michael Pate (Hamid), Susan Flannery (sorella)